# Rubiadyna
Rubiadyna – organiczny związek chemiczny, pochodna antrachinonu. Została po raz pierwszy wyizolowana z kłączy marzana barwierska (Rubia tinctorum, od którego wzięła swoją nazwę) i nazwana przez Edwarda Schuncka w 1852 roku . Ma działanie przeciwutleniające i hepatoochronne, jednak podejrzewa się ją również o działanie rakotwórcze dla nerek,
W 1893 roku Leon Marchlewski przypisał rubiadynie strukturę, w której grupa metylowa przyłączona jest w pozycji 2 lub 7 do 1,3-dihydroksyantrachinonu, a rok później wraz z Schunckiem przypisali jej strukturę z grupą metylową w pozycji 4. Na początku XX wieku opublikowane prace przeczące tym założeniom, a w 1927 roku ostatecznie potwierdzono jej strukturę jako 1,3-dihydroksy-2-metyloantrachinon.
Może być otrzymana z bezwodnika ftalowego i 2,6-dihydroksytoluenu w dwóch etapach ogrzewanych mikrofalowo: reakcji Friedla-Craftsa z trichlorkiem glinu i cyklizacji w układzie H2SO4–HBO2.
Rubiadyna krystalizowana z lodowatego kwasu octowego ma postać żółtych płatków o temperaturze topnienia 302 °C, natomiast z etanolu – płytek o wydłużonym, igłowatym kształcie topniejących w 290 °C.

## Występowanie
Występuje naturalnie w roślinach z rodziny marzanowatych (Rubiaceae) – rodzajach:
- Asperula: A. besseriana[12], A. odorata[13]
- Cinchona: C. ledgeriana[14], C. pubescens[15]
- Coelospermum: C. reticulatum, C. paniculatum[16]
- Commitheca: C. liebrechtsiana[17]
- Coprosma: C. australis[18], C. linariifolia[19], C. lucida[20], C. robusta, C. rotundifolia, C. tenuicaulis[19]
- Damnacanthus: D. major[21]
- Danais: D. fragrans[22]
- Galium: G. album[23], G. asparine[13], G. dasypodum[24], G. mollugo[25], G. normani[13], G. polonicum[25], G. pumilum[13], G. purpureum, G. rubioides[25], G. ruthenicum[12], G. schultesii[25], G. semiamictum[26], G. soxatile, G. soxatile × G. sterneri, G. sterneri, G. verum[13], G. vulgare[25]
- Hymenodictyon: H. excelsum[21]
- Morinda: M. citrifolia, M. jasminoides[27], M. lucida[28], M. umbellata[29]
- Ploclama: P. pendulla[30]
- Prismatomeris: P. malayama[31], P. tetrandra[32]
- Putoria: P. calabrica[33]
- Rubia: R. cordifolia[34], R. oliveri, R. petiolaris[25], R. tinctorum[35]

Naturalnie występują również jej pochodne: eter 1-metylowy rubiadyny i eter 3-metylowy rubiadyny.